# The Fortune Teller (film fra 1920)
The Fortune Teller er en amerikansk stumfilm fra 1920 af Albert Capellani.

## Medvirkende
- Marjorie Rambeau som Renee Browning
- Frederick Burton som Horation Browning
- E.L. Fernandez som Tony Salviatti
- Raymond McKee som Stephen Browning
- Franklyn Hanna som Leonard
- Virginia Lee
- T. Morse Koupal som Jim
- Cyprian Gilles som Lottie